# Peter Slicho
Peter Slicho (31 gennaio 1974) è un ex calciatore slovacco, di ruolo centrocampista.

## Carriera

### Nazionale
Ha collezionato quattro presenze con la propria Nazionale.